# Gouinia papillosa
Gouinia papillosa är en gräsart som beskrevs av Jason Richard Swallen. Gouinia papillosa ingår i släktet Gouinia och familjen gräs. Inga underarter finns listade i Catalogue of Life.